# Parafia św. Michała Archanioła w Skałągach
Parafia Świętego Michała Archanioła – polska parafia rzymskokatolicka znajdująca się w miejscowości Skałągi, należąca do dekanatu wołczyńskiego w diecezji kaliskiej.

## Historia parafii
Pierwsze informacje o parafii i kościele parafialnym pochodzą z 1376 roku. W 1564 roku kościół został przejęty przez protestantów, w których rękach był do zakończenia II wojny światowej. W 1945 roku ponownie zostaje utworzona parafia katolicka.
Obecny kościół parafialny został wzniesiony w latach 1719–1722.
Od 1 lipca 2019 roku proboszczem parafii jest ks. Ryszard Zieliński.

## Liczebność i obszar parafii
Obszar parafii zamieszkuje 1014 wiernych i swym zasięgiem obejmuje:
- Skałągi,
- Rożnów.

## Kościół filialny
Do parafii należy kościół filialny śś. Apostołów Piotra i Pawła w Rożnowie.